# Hoofdklasse hockey dames 2003/04
Het seizoen 2003/04 is de 23ste editie van de dameshoofdklasse waarin onder de KNHB-vlag om het landskampioenschap hockey werd gestreden. De competitie bestond uit 22 speelronden met na afloop de play offs om het landskampioenschap en voor het eerst ook om promotie/degradatie. 
In het voorgaande jaar waren SCHC en HDM gedegradeerd. Hiervoor kwamen Victoria en Nijmegen in de plaats.
Den Bosch greep voor de 7de keer op rij de landstitel en Bloemendaal degradeerde rechtstreeks. 

## Eindstand
Na 22 speelronden was de eindstand:
| #  | Club              | GS | W  | G | V  | P  | DV       | DT       | DS  |
| -- | ----------------- | -- | -- | - | -- | -- | -------- | -------- | --- |
| 1  | Den Bosch         | 22 | 19 | 2 | 1  | 59 | 103 - 19 | 103 - 19 | +84 |
| 2  | Laren             | 22 | 18 | 2 | 2  | 56 | 72 - 21  | 72 - 21  | +51 |
| 3  | Amsterdam         | 22 | 17 | 2 | 3  | 53 | 88 - 23  | 88 - 23  | +65 |
| 4  | Rotterdam         | 22 | 14 | 0 | 8  | 42 | 59 - 29  | 59 - 29  | +30 |
| 5  | Kampong           | 22 | 9  | 5 | 8  | 32 | 47 - 42  | 47 - 42  | +5  |
| 6  | Nijmegen          | 22 | 10 | 1 | 11 | 31 | 49 - 59  | 49 - 59  | -10 |
| 7  | Klein Zwitserland | 22 | 9  | 3 | 10 | 30 | 48 - 47  | 48 - 47  | +1  |
| 8  | HGC               | 22 | 6  | 5 | 11 | 23 | 31 - 46  | 31 - 46  | -15 |
| 9  | Oranje Zwart      | 22 | 5  | 7 | 10 | 22 | 31 - 43  | 31 - 43  | -12 |
| 10 | Push              | 22 | 7  | 0 | 15 | 21 | 20 - 56  | 20 - 56  | -36 |
| 11 | Victoria          | 22 | 2  | 2 | 18 | 8  | 19 - 104 | 19 - 104 | -85 |
| 12 | Bloemendaal       | 22 | 0  | 3 | 19 | 3  | 9 - 87   | 9 - 87   | -78 |

### Legenda
| Afk.        | Betekenis                                                                      |
| ----------- | ------------------------------------------------------------------------------ |
| GS          | aantal gespeelde wedstrijden                                                   |
| W           | aantal gewonnen wedstrijden                                                    |
| G           | aantal gelijk gespeelde wedstrijden                                            |
| V           | aantal verloren wedstrijden                                                    |
| P           | totaal aantal punten                                                           |
| DV          | aantal gemaakte doelpunten                                                     |
| DT          | aantal doelpunten tegen                                                        |
| DS          | doelsaldo                                                                      |
| Den Bosch   | Landskampioen Den Bosch plaatst zich voor de Europacup I 2005                  |
| Amsterdam   | Verliezend play off-finalist Amsterdam plaatst zich voor de Europacup II 2005  |
| Laren       | Laren en Rotterdam hebben zich alleen weten te plaatsen voor de play offs      |
| Push        | Push en Victoria hebben zich weten te handhaven dankzij winst in de play offs. |
| Bloemendaal | Bloemendaal is rechtstreeks gedegradeerd                                       |

## Uitslagen reguliere competitie
Informatie: Zonder de Play Offs.

De thuisspelende ploeg staat in de linkerkolom.
|                   | AMS | BLO | DBO  | HKZ | HGC | KAM | LAR | NIJ | ORA | PUS | ROT | VIC |
| ----------------- | --- | --- | ---- | --- | --- | --- | --- | --- | --- | --- | --- | --- |
| Amsterdam         |     | 9-0 | 1-3  | 2-0 | 6-0 | 2-2 | 1-2 | 5-3 | 5-1 | 5-0 | 3-0 | 9-0 |
| Bloemendaal       | 1-4 |     | 0-8  | 1-4 | 0-2 | 0-8 | 1-4 | 1-2 | 2-2 | 0-1 | 0-5 | 0-1 |
| Den Bosch         | 1-2 | 6-0 |      | 7-0 | 7-1 | 9-0 | 2-0 | 3-2 | 4-0 | 6-0 | 5-3 | 9-0 |
| Klein Zwitserland | 3-4 | 3-1 | 2-2  |     | 1-1 | 5-2 | 1-3 | 4-2 | 1-2 | 3-1 | 0-1 | 5-2 |
| HGC               | 0-5 | 4-0 | 1-1  | 3-2 |     | 1-1 | 1-2 | 2-1 | 1-1 | 1-2 | 0-1 | 5-0 |
| Kampong           | 2-1 | 5-0 | 2-3  | 0-2 | 1-0 |     | 1-2 | 3-2 | 1-1 | 0-3 | 2-1 | 2-2 |
| Laren             | 2-2 | 5-0 | 0-3  | 4-0 | 4-1 | 1-1 |     | 6-1 | 4-0 | 5-0 | 2-0 | 6-1 |
| Nijmegen          | 1-4 | 4-0 | 1-3  | 1-5 | 4-3 | 1-3 | 1-5 |     | 3-3 | 2-1 | 1-0 | 3-1 |
| Oranje Zwart      | 1-2 | 1-1 | 2-3  | 2-2 | 1-1 | 0-2 | 1-2 | 1-2 |     | 2-0 | 0-2 | 4-1 |
| Push              | 1-3 | 3-0 | 0-5  | 0-3 | 1-0 | 1-2 | 1-2 | 1-3 | 0-1 |     | 0-6 | 3-2 |
| Rotterdam         | 0-4 | 5-0 | 1-3  | 4-1 | 4-0 | 2-1 | 2-5 | 5-1 | 3-1 | 3-0 |     | 5-0 |
| Victoria          | 0-9 | 1-1 | 1-10 | 2-1 | 1-3 | 1-8 | 0-6 | 2-6 | 1-2 | 0-1 | 0-6 |     |

## Topscorers
| #   | Speler             | Club              | Goals |
| --- | ------------------ | ----------------- | ----- |
| 1.  | Ageeth Boomgaardt  | Den Bosch         | 36    |
| 2.  | Kim Lammers        | Laren             | 31    |
| 3.  | Mijntje Donners    | Den Bosch         | 27    |
| 4.  | Sylvia Karres      | Amsterdam         | 24    |
| 5.  | Eefke Mulder       | Nijmegen          | 18    |
| 6.  | Alyson Annan       | Klein Zwitserland | 16    |
| 6.  | Claire Visser      | Rotterdam         | 16    |
| 8.  | Saskia Fuchs       | Kampong           | 14    |
| 9.  | Kim de Haas        | Den Bosch         | 12    |
| 10. | Florien Cornelis   | Rotterdam         | 11    |
| 10. | Lieve van Kessel   | Pinoké            | 11    |
| 10. | Eveline Wisse Smit | Amsterdam         | 11    |

## Play-offs kampioenschap
Den Bosch, Amsterdam, Laren en Rotterdam hadden zich geplaatst voor de eindstrijd.
Eerste halve finales
| 6 mei 2004 |           |                                               |                                                     |
| Rotterdam  | 0-3 (0-3) | Den Bosch                                     | Scheidsrechters: Lisette Klaassen-Smedema De Liefde |
|            |           | Kim de Haas Lieve van Kessel (sc) Kim de Haas | Scheidsrechters: Lisette Klaassen-Smedema De Liefde |

| 9 mei 2004 |           |                             |                                             |
| Den Bosch | 8-2 (4-1) | Rotterdam                   | Scheidsrechters: Caroline Brunekleef Wessel |
| Minke Booij (sc) Ageeth Boomgaardt (sc) Ageeth Boomgaardt Mijntje Donners Kim de Haas Marjolijn Spruijt Mijntje Donners |           | Van Ierland Moreire de Melo | Scheidsrechters: Caroline Brunekleef Wessel |

Tweede halve finales
| 6 mei 2004 |                |       |  |
| Amsterdam  | 4-3 (3-3)(1-0) | Laren |  |
|            |                |       |  |

| 9 mei 2004 |           |                         |  |
| Laren      | 3-3 (2-2) | Amsterdam               |  |
|            |           | wns na strafballen: 1-2 |  |

Finale
| 16 mei 2004      |           |                                                                          |                                                               |
| Amsterdam        | 1-3 (0-0) | Den Bosch                                                                | Scheidsrechters: Caroline Brunekreef Lisette Klaassen-Smedema |
| 53. Jiske Snoeks |           | 38. Maartje Goderie 40. Janneke Schopman (sc) 42. Ageeth Boomgaardt (sc) | Scheidsrechters: Caroline Brunekreef Lisette Klaassen-Smedema |

| 20 mei 2004                                              |           |                   |                     |
| Den Bosch                                                | 3-1 (1-1) | Amsterdam         | Scheidsrechters: ?? |
| Kim de Haas (sc) Vera Vorstenbosch (sc) Lieve van Kessel |           | 12. Sylvia Karres | Scheidsrechters: ?? |

Den Bosch kampioen hoofdklasse dames 2003/04.

## Promotie/degradatie play-offs
De als 10de en 11de geëindigde hoofdklassers Push en Victoria moesten zich via deze play offs proberen te handhaven in de hoofdklasse. SCHC en THC Hurley zijn kampioen geworden van de overgangsklasse en moeten uitmaken wie de opengevallen plaats in de hoofdklasse overneemt van Bloemendaal.
Play off rechtstreekse promotie
|             |      |       |        |  |
| 12 mei 2004 | SCHC | 6 - 2 | Hurley |  |
| 12 mei 2004 |      |       |        |  |

|             |        |       |      |  |
| 15 mei 2004 | Hurley | 2 - 4 | SCHC |  |
| 15 mei 2004 |        |       |      |  |

SCHC is gepromoveerd en Hurley neemt het op tegen Victoria om promotie/handhaving. De nummers 2 van de beide overgangsklassen HIC en Groningen nemen het tegen elkaar op om te bepalen wie in de tweede serie play offs het dan op mag nemen tegen Push.
Play off nummers 2 overgangsklasse
|             |           |       |     |  |
| 12 mei 2004 | Groningen | 0 - 1 | HIC |  |
| 12 mei 2004 |           |       |     |  |

|             |     |       |           |  |
| 15 mei 2004 | HIC | 2 - 1 | Groningen |  |
| 15 mei 2004 |     |       |           |  |

Groningen terug naar overgangsklasse en HIC speelt play off tegen Push.
Play offs tweede serie
|             |        |       |          |  |
| 20 mei 2004 | Hurley | 0 - 1 | Victoria |  |
| 20 mei 2004 |        |       |          |  |

|             |     |       |      |  |
| 20 mei 2004 | HIC | 1 - 2 | Push |  |
| 20 mei 2004 |     |       |      |  |

|             |          |       |        |  |
| 22 mei 2004 | Victoria | 2 - 1 | Hurley |  |
| 22 mei 2004 |          |       |        |  |

|             |                         |       |     |  |
| 22 mei 2004 | Push                    | 1 - 1 | HIC |  |
| 22 mei 2004 | wns na strafballen: 5-4 |       |     |  |

Victoria en Push hebben zich weten te handhaven in de hoofdklasse.
Nederlands landskampioenschap

1921/22 ·
1922/23 ·
1923/24 ·
1924/25 ·
1925/26 ·
1926/27 ·
1927/28 ·
1928/29 ·
1929/30 ·
1930/31 ·
1931/32 ·
1932/33 ·
1933/34 ·
1934/35 ·
1935/36 ·
1936/37 ·
1937/38 ·
1938/39 ·
1939/40 ·
1940/41 ·
1941/42 ·
1942/43 ·
1943/44 ·
1944/45 ·
1945/46 ·
1946/47 ·
1947/48 ·
1948/49 ·
1949/50 ·
1950/51 ·
1951/52 ·
1952/53 ·
1953/54 ·
1954/55 ·
1955/56 ·
1956/57 ·
1957/58 ·
1958/59 ·
1959/60 ·
1960/61 ·
1961/62 ·
1962/63 ·
1963/64 ·
1964/65 ·
1965/66 ·
1966/67 ·
1967/68 ·
1968/69 ·
1969/70 ·
1970/71 ·
1971/72 ·
1972/73 ·
1973/74 ·
1974/75 ·
1975/76 ·
1976/77 ·
1977/78 ·
1978/79 ·
1979/80 ·
1980/81
Hoofdklasse dames

1981/82 · 
1982/83 · 
1983/84 · 
1984/85 · 
1985/86 · 
1986/87 · 
1987/88 · 
1988/89 · 
1989/90 · 
1990/91 · 
1991/92 · 
1992/93 · 
1993/94 · 
1994/95 · 
1995/96 · 
1996/97 · 
1997/98 · 
1998/99 · 
1999/00 · 
2000/01 · 
2001/02 · 
2002/03 · 
2003/04 · 
2004/05 · 
2005/06 · 
2006/07 · 
2007/08 · 
2008/09 · 
2009/10 · 
2010/11 · 
2011/12 · 
2012/13 ·
2013/14 ·
2014/15 ·
2015/16 ·
2016/17 ·
2017/18 ·
2018/19 ·
2019/20 ·
2020/21 ·
2021/22 ·
2022/23 ·
2023/24 ·
2024/25 ·
Nederlandse competities: Hoofdklasse (zaal) · Promotieklasse · Overgangsklasse · Eerste klasse · Tweede klasse · Derde klasse · Vierde klasse · Gold Cup · Silver Cup

Nederlands kampioenschap: Lijst van Nederlandse landskampioenen hockey · Lijst van Nederlandse landskampioenen zaalhockey

Europese competities: Euro Hockey League · Europacup I · Europa Cup II · Europacup zaalhockey